# Leugny (Vienne)
Leugny é uma comuna francesa na região administrativa da Nova Aquitânia, no departamento de Vienne. Estende-se por uma área de 15,74 km². Em 2010 a comuna tinha 398 habitantes (densidade: 25,3 hab./km²).